# Mailand–Sanremo 1984
Mailand–Sanremo 1984 war die 75. Austragung von Mailand–Sanremo, eines eintägigen Straßenradrennens. Es wurde am 17. März 1984 über eine Distanz von 294 km ausgetragen.
Das Rennen wurde von Francesco Moser vor Sean Kelly und Eric Vanderaerden gewonnen.

## Teilnehmende Mannschaften
| Profi-Radsportteams (26)- Gis Gelati-Tuc Lu - Skil-Reydel-Sem-Mavic - Panasonic-Raleigh - Bianchi-Piaggio - Santini-Conti-Galli - Murella-Rossin - Teka - Dromedario-Alan-Sidermec - Renault-Elf - Metauro Mobili-Pinarello - Splendor-Jacky Aernoudt - Cilo-Aufina-Crans-Montana - Supermercati Brianzoli - La Redoute - Sammontana-Campagnolo - Peugeot-Shell-Michelin - Kwantum - Europ Decor-Boule d'Or - Atala-Campagnolo - Zor-Gemeaz Cusin - Carrera-Inoxpran - Del Tongo-Colnago - Ariostea - Dries-Verandalux - Coop-Hoonved - Alfa Lum-Olmo |
| |

## Ergebnis
| Rang | Fahrer            | Team                     | Zeit       |
| ---- | ----------------- | ------------------------ | ---------- |
| 1    | Francesco Moser   | Gis Gelati-Tuc Lu        | 7h 22' 25" |
| 2    | Sean Kelly        | Skil-Reydel-Sem-Mavic    | + 20"      |
| 3    | Eric Vanderaerden | Panasonic                | + 20"      |
| 4    | Paolo Rosola      | Bianchi-Piaggio          | + 20"      |
| 5    | Daniele Caroli    | Santini                  | + 20"      |
| 6    | Dag Erik Pedersen | Murella-Rossin           | + 20"      |
| 7    | Eddy Planckaert   | Panasonic                | + 20"      |
| 8    | Noël Dejonckheere | Teka                     | + 20"      |
| 9    | Siegfried Hekimi  | Dromedario-Alan-Sidermec | + 20"      |
| 10   | Marc Madiot       | Renault-Elf              | + 20"      |